# Эпиклера
Эпиклера (греч. ἐπίκληρος) — женщина-наследница в древних Афинах и других древнегреческих городах-государствах, в частности, дочь человека, у которого не было сыновей. В Спарте их называли патрухами (греч. πατροῦχοι), как и в Гортине. Афинским женщинам не разрешалось владеть собственностью от своего имени; чтобы сохранить имущество отца в семье, эпиклера должна была выйти замуж за ближайшего родственника по отцовской линии (система наследования, известная как эпиклерат). Есть свидетельства, что даже если женщина уже была замужем, ей пришлось развестись со своим супругом, чтобы выйти замуж за такого родственника. Спартанским женщинам разрешалось владеть собственностью самостоятельно, поэтому на наследниц в Спарте распространялись менее строгие правила. Свидетельства из других городов-государств фрагментарны, в основном они относятся к городам-государствам Гортина и Реджо-ди-Калабрия.
В качестве альтернативы могла быть организована свадьба с более дальним родственником, помолвленным или с указанным отцом в завещании. Так поступали даже бедные люди, не рассчитывающие на наследство, таким образом находили мужей для девущек, оставшихся без отца.
Платон писал об эпиклерах в своих «Законах», предлагал идеализированные законы, регулирующие их брак. В мифологии и истории многие греческие женщины, по-видимому, были эпиклерами, в том числе Агариста Сикионская и Агиатис, вдова спартанского царя Агиса IV. Статус эпиклеры часто использовался для объяснения количества зятьев, унаследовавших от своих тестей в греческой мифологии. Третья Священная война произошла из-за спора об эпиклерах.
Термин эпиклера, прилагательное женского рода, выступающее как существительное, образованное от греческих слов ὲπί («на») и κλῆρος («участок»), переводится как «прикреплённый к семейной собственности». Хотя термин эпиклера часто неправильно переводят как «наследница», строго говоря, эти термины не эквивалентны, поскольку в те времена женщина не владела собственностью и поэтому не могла ею распоряжаться. Согласно Рафаэлю Сили возможен другой перевод — «сирота». Термин использовался синонимом как по отношению к самой женщине, так и по отношению к имуществу, которое было унаследованным. Вся система эпиклерата была уникальной для Древней Греции и в основном являлась афинским учреждением.